# Chersotis exclamans
Chersotis exclamans là một loài bướm đêm trong họ Noctuidae.